# Oberpöring
Oberpöring là một đô thị ở huyện Deggendorf bang Bayern nước Đức. Đô thị Oberpöring có diện tích 17,38 km², dân số thời điểm ngày 31 tháng 12 năm 2006 là 1156 người.